# Euzentrische Höhe
Als Euzentrische Höhe wird bei einem Elektronenmikroskop diejenige Position der Probe bezeichnet, in der sich das Bild der Probe auf dem Leuchtschirm bei ihrer Kippung nicht verändert.
Um die Untersuchungsmöglichkeiten nicht unnötig einzuschränken, werden Probenhalter mit mehreren Freiheitsgraden eingesetzt. Diese umfassen meist die drei durch {\displaystyle \ x,y} und {\displaystyle \ z} bezeichneten Raumrichtungen und zwei Drehachsen, {\displaystyle \ \alpha } und {\displaystyle \ \beta } genannt. Um beim Mikroskopieren immer denselben Ausschnitt auf dem Leuchtschirm sehen zu können, muss vor Arbeitsbeginn das Elektronenmikroskop justiert werden. Dazu gehört, dass das Goniometer in die euzentrische Ebene gebracht wird. Dabei wird der Probenhalter um eine Achse gekippt und seine Höhe ({\displaystyle \ z} Position) solange verändert, bis sich am Leuchtschirm ein stabiles Bild ergibt.
Die exakte euzentrische Position ist eine wichtige Anforderung an ein Elektronenmikroskop. Von dieser Ebene ausgehend werden wichtige Größen wie Vergrößerungsfaktor oder Kameralänge bestimmt.